# The Victorian Society
The Victorian Society é uma instituição de caridade do Reino Unido, a autoridade nacional em arquitetura vitoriana e eduardiana construída entre 1837 e 1914 na Inglaterra e no País de Gales. Como uma das Sociedades Nacionais de Conveniência, a The Victorian Society é uma consultora estatutária sobre alterações em edifícios listados e, por lei, deve ser notificada de qualquer trabalho a um edifício listado que envolva qualquer elemento de demolição.

## História
A fundação da Sociedade foi proposta em novembro de 1957 por Anne Parsons, Condessa de Rosse, em sua casa vitoriana notavelmente preservada em 18 Stafford Terrace, Kensington (Linley Sambourne House), com a intenção de combater a amplamente prevalente antipatia à arquitetura dos séculos XIX e XX. Desde a década de 1890 até ao século XX, a arte vitoriana estava sob ataque, críticos escrevendo sobre "a tragédia arquitetônica do século XIX", ridicularizando "a feiura inflexível" dos edifícios da época e atacando o "ódio sádico à beleza" de seus arquitetos. A visão comum foi expressa por P. G. Wodehouse em seu romance de 1933, Summer Moonshine:

"O que quer que seja dito a favor dos vitorianos, é geralmente admitido que poucos deles eram confiáveis ao alcance de uma espátula e pilha de tijolos".
A primeira reunião foi realizada na Linley Sambourne House em 28 de fevereiro de 1958. Entre seus trinta membros fundadores estavam o primeiro secretário John Betjeman, Henry-Russell Hitchcock e Nikolaus Pevsner, que se tornou presidente em 1964. Jane Fawcett, decifradora de códigos de Bletchley Park, administrou os negócios da sociedade como secretária de 1964 a 1976.
A The Twentieth Century Society assume um papel protetor semelhante para os edifícios pós-1914 e o Geordian Group para os construídos entre 1700 e 1840.

## Trabalhos
A sociedade tem trabalhado para salvar numerosos edifícios de referência, como St Pancras Station, Albert Dock, em Liverpool, o Ministério das Relações Exteriores e da Universidade de Oxford Museu. Suas campanhas nem sempre foram bem-sucedidas, principalmente as tentativas fracassadas de salvar o Euston Arch da demolição em 1961.
Além de consultora estatutária de obras de edifícios listados, a Sociedade também:
- Fornece conselhos a igrejas e autoridades de planejamento local sobre como os edifícios e paisagens vitorianos e eduardianos podem ser adaptados ao uso moderno, mantendo o que é distinto neles.
- Aconselha os membros do público sobre como eles podem ajudar a moldar o futuro de seus edifícios e paisagens vitorianos e eduardianos locais.
- Fornece informações aos proprietários de casas vitorianas e eduardianas sobre como eles podem cuidar melhor de seus edifícios.
- Ajuda as pessoas a entender, apreciar e apreciar a herança arquitetônica do período vitoriano e eduardiano através de suas publicações e eventos.

Exemplos de seu trabalho com igrejas incluem apresentar queixas contra propostas de PCCs da igreja para usar cadeiras estofadas durante a reforma, e apelar contra propostas para arrecadar dinheiro com a venda de características originais.
Uma recente campanha da The Victorian Society assumiu a preservação dos gasômetros vitorianos depois que as concessionárias anunciaram planos de demolir quase 200 das estruturas agora ultrapassadas. Christopher Costelloe, diretor da The Victorian Society, disse em relação aos esforços do grupo: "Os gasômetros, por seu tamanho e estrutura, não podem deixar de se tornar marcos. [Elas] são estruturas singularmente dramáticas para todo o seu vazio".
A Sociedade administra uma lista anual dos dez edifícios vitorianos ou eduardianos mais ameaçados na Inglaterra e no País de Gales.

## A revistaThe Victorian
Publicada três vezes ao ano desde 1998 para os membros da Sociedade, a revista The Victorian contém resenhas de livros, notícias e eventos da sociedade, relatórios de casos e entrevistas.

## Victorian Society na América
A Victorian Society possui uma organização irmã nos Estados Unidos, a Victorian Society in America, fundada em 1966 em Nova Iorque, por campeões da preservação histórica como Brendan Gill, Henry-Russell Hitchcock e Margot Gayle; foi suportada pela indignação que sentiram na destruição de 1964 da magnífica Estação da Pensilvânia de Nova York. Desde 2017   a Sociedade Vitoriana na América está sediada na Filadélfia, com 12 capítulos registrados, principalmente no Leste dos Estados Unidos.